# Nati nel 1937/Settembre
| Questa pagina contiene informazioni ricavate automaticamente dalle voci biografiche con l'ausilio del template Bio e di un bot. L'aggiornamento è periodico e automatico e ricostruisce completamente la pagina. Se manca una persona in questa lista, sei pregato di non aggiungerla, ma accertati piuttosto che la sua voce biografica contenga il template Bio e che i dati anagrafici siano correttamente compilati. Se il template Bio manca, inseriscilo tu stesso o, in alternativa, metti l'avviso {{tmp\|Bio}} che ne segnala la mancanza. Se i dati riportati sono sbagliati, correggi direttamente la voce biografica; le modifiche saranno visibili in questa lista entro pochi giorni. Per chiarimenti vedi il progetto biografie. La lista contiene solo le 192 persone che sono citate nell'enciclopedia e per le quali è stato implementato correttamente il template Bio. Pagina aggiornata al 18 ago 2025. |

- 1º settembre - Willie Bell, allenatore di calcio e calciatore scozzese († 2023)
- 1º settembre - Carmelo Bene, attore, regista e drammaturgo italiano († 2002)
- 1º settembre - Ilia Datunashvili, calciatore sovietico († 2022)
- 1º settembre - Allen Jones, scultore britannico
- 1º settembre - Giorgio Lago, giornalista italiano († 2005)
- 1º settembre - Ron O'Neal, attore statunitense († 2004)
- 1º settembre - Francisco Pinto Balsemão, politico portoghese
- 1º settembre - Osvaldo Riva, calciatore italiano († 2020)
- 1º settembre - Charlotte Sheffield, modella statunitense († 2016)
- 1º settembre - Henrik Stangerup, scrittore, regista cinematografico e giornalista danese († 1998)
- 1º settembre - Laura Sturma Fanelli, saggista e critica letteraria italiana († 2011)
- 1º settembre - Sejum Tarekegn, ex arbitro di calcio etiope
- 1º settembre - Allen Weinstein, storico statunitense († 2015)
- 2 settembre - Kristina Adolphson, attrice svedese
- 2 settembre - Robert S. P. Beekes, linguista olandese († 2017)
- 2 settembre - Giuseppe Galante, canottiere italiano († 2021)
- 2 settembre - Willi Giesemann, calciatore tedesco († 2024)
- 2 settembre - Guri Holm, sciatrice alpina norvegese († 2023)
- 2 settembre - Piero Ravagli, fotografo italiano († 2015)
- 2 settembre - Jaroslava Georgievna Turylëva, doppiatrice, direttrice del doppiaggio e attrice sovietica († 2020)
- 3 settembre - Maria Ciobanu, cantante e paroliera rumena
- 3 settembre - Bettina Heinen-Ayech, pittrice tedesca († 2020)
- 3 settembre - Angelo R. Humouda, saggista e storico del cinema italiano († 1994)
- 3 settembre - Miguel Iguaran Arandia, ex calciatore spagnolo
- 3 settembre - Edmondo Lorenzini, calciatore italiano († 2020)
- 4 settembre - Les Allen, allenatore di calcio e ex calciatore inglese
- 4 settembre - Dawn Fraser, ex nuotatrice e politica australiana
- 4 settembre - Malcolm Spence, velocista sudafricano († 2010)
- 5 settembre - Antonio Angelillo, calciatore e allenatore di calcio argentino († 2018)
- 5 settembre - Antonio Bettoni, calciatore italiano († 2013)
- 5 settembre - Elio Colosimo, politico italiano († 2009)
- 5 settembre - Agostino Renna, architetto italiano († 1988)
- 5 settembre - Fusako Yusaki, designer, artista e scultrice giapponese
- 6 settembre - Sergio Aragonés, fumettista e scrittore spagnolo
- 6 settembre - Alfredo Caprari, politico italiano († 2003)
- 6 settembre - Irina Bajanovna Solov'ëva, cosmonauta e militare russa
- 6 settembre - Francesco Speranza, politico italiano
- 6 settembre - Jo Anne Worley, attrice e doppiatrice statunitense
- 7 settembre - Aldo Bello, giornalista, scrittore e poeta italiano († 2011)
- 7 settembre - Martin Davis, schermidore statunitense († 2022)
- 7 settembre - Erwin Josef Ender, arcivescovo cattolico tedesco († 2022)
- 7 settembre - John Phillip Law, attore statunitense († 2008)
- 7 settembre - Mario Prestamburgo, politico italiano
- 7 settembre - Olly Wilson, compositore, polistrumentista e musicologo statunitense († 2018)
- 8 settembre - Cüneyt Arkın, attore, regista e produttore cinematografico turco († 2022)
- 8 settembre - Edna Adan Ismail, attivista e politica somala
- 8 settembre - Archie Goodwin, fumettista, curatore editoriale e artista statunitense († 1998)
- 8 settembre - Božidar Matić, politico bosniaco († 2016)
- 8 settembre - Josef Panáček, tiratore a volo cecoslovacco († 2022)
- 8 settembre - Paolo Riani, architetto e urbanista italiano
- 8 settembre - Armando Riviera, politico italiano
- 9 settembre - Miguel De Lima, ex calciatore brasiliano
- 9 settembre - Dick LeBeau, ex giocatore di football americano e allenatore di football americano statunitense
- 9 settembre - Claudio Signorile, politico italiano
- 10 settembre - Daniel Defert, filosofo, sociologo e attivista francese († 2023)
- 10 settembre - Jared Diamond, biologo, fisiologo e ornitologo statunitense
- 10 settembre - Rafael Edri, politico israeliano († 2024)
- 10 settembre - Harald Fritzsche, calciatore tedesco orientale († 2008)
- 10 settembre - Brian Murray, attore e doppiatore sudafricano († 2018)
- 10 settembre - Alun Pask, rugbista a 15 britannico († 1995)
- 11 settembre - Karl-Erik Broms, ex schermidore svedese
- 11 settembre - Enzo Cavalli, triplista italiano († 2023)
- 11 settembre - Luigi Conti, mezzofondista e maratoneta italiano († 2025)
- 11 settembre - Robert Crippen, ex astronauta statunitense
- 11 settembre - Omar García, ex calciatore argentino
- 11 settembre - Iosif Kobzon, cantante russo († 2018)
- 11 settembre - Serhij Makarenko, ex canoista sovietico
- 11 settembre - Luigi Mele, ciclista su strada italiano († 2023)
- 11 settembre - Paola Ruffo di Calabria, regina italiana
- 11 settembre - Tomas Venclova, poeta, scrittore e filologo lituano
- 12 settembre - Mario Cavagna, politico italiano
- 12 settembre - Impero Nigiani, pittore e incisore italiano († 2024)
- 12 settembre - Daniela Rocca, attrice cinematografica italiana († 1995)
- 12 settembre - George Chuvalo, ex pugile e attore canadese
- 13 settembre - Don Bluth, regista, animatore e produttore cinematografico statunitense
- 13 settembre - Alv Gjestvang, pattinatore di velocità su ghiaccio norvegese († 2016)
- 13 settembre - Gene Guarilia, cestista statunitense († 2016)
- 13 settembre - Pat O'Connell, allenatore di calcio e ex calciatore inglese
- 14 settembre - Eva-Maria ten Elsen, ex nuotatrice tedesca
- 14 settembre - Ronnie Jones, cantante e compositore statunitense
- 14 settembre - Antonio Magnabosco, politico italiano
- 14 settembre - Roar Martinsen, ex calciatore norvegese
- 14 settembre - Renzo Piano, architetto italiano
- 14 settembre - Enzo Rossi Roiss, giornalista, scrittore e poeta italiano († 2023)
- 15 settembre - Eric Christiansen, storico inglese († 2016)
- 15 settembre - Fernando de la Rúa, avvocato, docente e politico argentino († 2019)
- 15 settembre - Gordon Richard England, politico statunitense
- 15 settembre - King Curtis Iaukea, wrestler statunitense († 2010)
- 15 settembre - Robert Lucas, economista statunitense († 2023)
- 15 settembre - Pino Puglisi, presbitero, educatore e insegnante italiano († 1993)
- 15 settembre - Imre Rapp, calciatore ungherese († 2015)
- 15 settembre - Viktor Romanov, ex pistard sovietico
- 15 settembre - Tony Yates, cestista e allenatore di pallacanestro statunitense († 2020)
- 16 settembre - Franco Casellato, rugbista a 15 e dirigente sportivo italiano († 2010)
- 16 settembre - Bella Emberg, attrice britannica († 2018)
- 16 settembre - Mario Faticoni, attore e scrittore italiano
- 16 settembre - David Gitari, arcivescovo anglicano keniota († 2013)
- 16 settembre - Svetlana Karpinskaja, attrice sovietica († 2017)
- 16 settembre - David Luenberger, ingegnere e economista statunitense
- 16 settembre - Aleksandr Medved', lottatore sovietico († 2024)
- 16 settembre - Éva Pajor, nuotatrice ungherese († 2014)
- 17 settembre - Cesare Cancellieri, docente italiano († 2002)
- 17 settembre - Orlando Cepeda, giocatore di baseball portoricano († 2024)
- 17 settembre - Gary Chapman, nuotatore australiano († 1978)
- 17 settembre - Helge Jørgensen, ex calciatore danese
- 17 settembre - Jenő Kamuti, ex schermidore ungherese
- 17 settembre - Vittorio Malacalza, imprenditore italiano
- 17 settembre - Albertine Sarrazin, scrittrice e poetessa francese († 1967)
- 17 settembre - Charles Snelling, ex pattinatore artistico su ghiaccio canadese
- 17 settembre - Hernando Tovar, ex calciatore colombiano
- 18 settembre - Frank Griswold, vescovo anglicano statunitense († 2023)
- 18 settembre - Mario Invernizzi, ex calciatore italiano
- 18 settembre - Maurizio Lama, pianista e compositore italiano († 1968)
- 18 settembre - George Martin, attore e sceneggiatore spagnolo († 2021)
- 18 settembre - Richard Tylinski, calciatore francese († 2025)
- 19 settembre - Andra e Tatiana Bucci, italiana
- 19 settembre - Abner Haynes, giocatore di football americano statunitense († 2024)
- 19 settembre - Borys Onyščenko, ex pentatleta sovietico
- 19 settembre - José Pedraza, marciatore messicano († 1998)
- 19 settembre - John Rice, compositore di scacchi britannico
- 19 settembre - Geoff Strong, calciatore inglese († 2013)
- 19 settembre - Luigi Toschi, ex calciatore italiano
- 20 settembre - Gilles Cantagrel, musicologo, scrittore e insegnante francese
- 20 settembre - Mario Floris, politico e sindacalista italiano
- 20 settembre - Lazar Lemić, calciatore jugoslavo († 2014)
- 20 settembre - Monica Zetterlund, cantante e attrice svedese († 2005)
- 20 settembre - Arnold de Vos, poeta olandese († 2020)
- 21 settembre - Amparo Baró, attrice spagnola († 2015)
- 21 settembre - Denis George Browne, vescovo cattolico neozelandese († 2024)
- 21 settembre - Maria Helena Campos, ex cestista brasiliana
- 21 settembre - Ron Cobb, artista, scenografo e disegnatore statunitense († 2020)
- 21 settembre - Michel Stievenard, ex calciatore francese
- 21 settembre - José Vicente de Moura, dirigente sportivo portoghese
- 21 settembre - David K. Wyatt, storico, traduttore e scrittore statunitense († 2006)
- 22 settembre - Nedo Barzanti, politico italiano († 2006)
- 22 settembre - Bjørn Borgen, calciatore norvegese († 2015)
- 22 settembre - Maurizio Fontanili, politico italiano
- 22 settembre - Marian Gołębiewski, arcivescovo cattolico polacco († 2024)
- 22 settembre - Raúl Machado, calciatore portoghese († 2023)
- 22 settembre - Richard Marquand, regista britannico († 1987)
- 22 settembre - Pamela Moore, scrittrice statunitense († 1964)
- 22 settembre - Ray Norton, ex velocista e ex giocatore di football americano statunitense
- 22 settembre - Franco Petracchi, contrabbassista e compositore italiano
- 22 settembre - Paolo Petti, scenografo e artista italiano († 2012)
- 22 settembre - Ennio Sangiusto, cantante italiano († 2017)
- 23 settembre - Lorraine Coghlan, ex tennista australiana
- 23 settembre - Alice Domon, monaca cristiana francese († 1977)
- 23 settembre - Aleksandr Medakin, calciatore sovietico († 1993)
- 23 settembre - Albrecht Noth, islamista e storico tedesco († 1999)
- 23 settembre - José Sacristán, attore spagnolo
- 23 settembre - Edmondo Turci, ingegnere e scrittore italiano
- 23 settembre - Martin Litchfield West, filologo classico e grecista britannico († 2015)
- 24 settembre - Francesco Allera Longo, politico italiano († 2010)
- 24 settembre - Anne-Marie Beretta, stilista francese
- 24 settembre - Kevin Connor, regista britannico
- 24 settembre - Umjar Mavlichanov, schermidore sovietico († 1999)
- 24 settembre - Carlo Zardo, basso italiano († 2017)
- 25 settembre - Mary Allen Wilkes, informatica statunitense
- 25 settembre - Mario Dalla Pietra, calciatore italiano († 2019)
- 25 settembre - Jimmy Darrow, cestista statunitense († 1987)
- 25 settembre - Waldemar Mühlbächer, calciatore romeno († 2021)
- 25 settembre - Ronnie Robertson, pattinatore artistico su ghiaccio statunitense († 2000)
- 25 settembre - Gordon R. Sullivan, generale statunitense († 2024)
- 26 settembre - Eli Amir, scrittore israeliano
- 26 settembre - Marina Colasanti, scrittrice, pittrice e traduttrice italiana († 2025)
- 26 settembre - Gib Guilbeau, cantante e musicista statunitense († 2016)
- 26 settembre - Remo Maggetti, cestista italiano († 2003)
- 26 settembre - Stevan Sekereš, calciatore jugoslavo († 2012)
- 26 settembre - Jerry Weintraub, attore, produttore cinematografico e produttore televisivo statunitense († 2015)
- 26 settembre - Viktor Zaslavskij, storico canadese († 2009)
- 27 settembre - Wally Boyer, ex hockeista su ghiaccio canadese
- 27 settembre - Vasyl' Durdynec', politico ucraino
- 27 settembre - Samuel Ndhlovu, calciatore e allenatore di calcio zambiano († 2001)
- 27 settembre - Valentin Sergeevič Pavlov, politico sovietico († 2003)
- 28 settembre - Antonio Golini, statistico e funzionario italiano († 2025)
- 28 settembre - Slobodan Gordić, ex cestista jugoslavo
- 28 settembre - Heinz Hornig, allenatore di calcio e ex calciatore tedesco
- 28 settembre - Horst Meyer, ex calciatore tedesco
- 28 settembre - Bob Schul, mezzofondista statunitense († 2024)
- 28 settembre - He Xiantu, fisico cinese
- 29 settembre - Antonio Bailetti, ex ciclista su strada e pistard italiano
- 29 settembre - Anna Canzi, attrice italiana
- 29 settembre - Enzo Casali, politico italiano († 2019)
- 29 settembre - Kōichirō Matsuura, diplomatico giapponese
- 29 settembre - Marlo Morgan, scrittrice statunitense
- 29 settembre - Nina Wang, imprenditrice cinese († 2007)
- 30 settembre - Nancy Ames, cantante e cantautrice statunitense
- 30 settembre - Jurek Becker, scrittore e sceneggiatore polacco († 1997)
- 30 settembre - Daniel Filho, attore, regista e produttore cinematografico brasiliano
- 30 settembre - Johannes Grützke, pittore e illustratore tedesco († 2017)
- 30 settembre - Gary Hocking, pilota motociclistico rhodesiano († 1962)
- 30 settembre - Valentyn Syl'vestrov, pianista e compositore ucraino